# Carlos Watzka
Carlos Watzka (* 8. März 1975 in Leoben) ist ein österreichischer Psychotherapiewissenschaftler, Soziologe und Historiker. Er ist an der Sigmund Freud Privatuniversität Wien und Linz sowie regelmäßig auch an der Universität Graz und der Fachhochschule Joanneum in der akademischen Lehre tätig. Seine Forschungsschwerpunkte liegen u. a. in den Bereichen Gesundheitssoziologie, Sozialepidemiologie sowie der Sozial- und Kulturgeschichte psychischer Leiden.

## Leben
Nach dem Besuch des Gymnasiums in Leoben begann Carlos Watzka 1993 ein Studium der Soziologie und Geschichte an der Universität Graz, das er im Jahr 2000 mit dem Magistertitel abschloss. Es folgte ein Doktoratsstudium der Sozial- und Wirtschaftswissenschaften in Graz und eine Dissertation zur Sozial- und Kulturgeschichte des psychischen Krankseins in der Frühen Neuzeit. Der Abschluss erfolgte mit Auszeichnung im Jahr 2004. 2008 habilitierte er sich für das Fach Soziologie. Von 2009 bis 2013 war er Professor für Soziologie und empirische Sozialforschung an der Katholischen Universität Eichstätt-Ingolstadt. Seit 2020 arbeitet er als Assoziierter Professor am Department für Psychotherapiewissenschaft an der SFU Linz.

## Anerkennungen
- 2008 Erzherzog-Johann-Forschungspreis des Landes Steiermark
- 2019 Zuerkennung des Johann Wilhelm Ritter von Mannagetta-Preises für Geschichte der Medizin durch die gleichnamige Stiftung und die ÖAW
- 2025 Wissenschaftsbuch des Jahres für Dämonen – Besessenheit und Exorzismus in der Geschichte Österreichs

## Publikationen (Auswahl)
- Suizide und ihre biopsychosozialen Bedingungsfaktoren. Ergebnisse der Fortsetzungsstudie zur Suizidalität für das Land Steiermark. Springer VS Verlag, Wiesbaden 2015.
- Sozialstruktur und Suizid in Österreich. Ergebnisse einer epidemiologischen Studie für das Land Steiermark. VS Verlag, Wiesbaden 2008.
- Arme, Kranke, Verrückte. Hospitäler und Krankenhäuser in der Steiermark vom 16. bis zum 18. Jahrhundert und ihre Bedeutung für den Umgang mit psychisch Kranken. Graz 2007.
- Vom Hospital zum Krankenhaus. Zum Umgang mit psychisch und somatisch Kranken im frühneuzeitlichen Europa. Böhlau Verlag, Köln – Weimar – Wien 2005.
- Virus. Beiträge zur Sozialgeschichte der Medizin (Wissenschaftliches Journal; Mitherausgeber, seit 2008).
- epiFaNIen – Frühe Neuzeit interdisziplinär. (Wissenschaftliche Publikationsreihe; Mitherausgeber, seit 2015).
- VorFreud. Therapeutik der Seele vom 18. bis zum 20. Jahrhundert: Tagungsband der "Wiener Gespräche zur Sozialgeschichte der Medizin. Verlagshaus der Ärzte/HEROLD, März 2008
- Seelenheil und Seelenleid. Die Diätetik der Emotionen im frühneuzeitlichen Katholizismus in Bayern und Österreich (erschienen als MedGG Beiheft 78), Franz Steiner Verlag, 2020.